# Teenage Lobotomy
«Teenage Lobotomy» es una canción de la banda estadounidense de punk rock Ramones, perteneciente al álbum Rocket to Russia (1977). Hace parte además de diversos álbumes en directo y recopilatorios de la banda, como It's Alive (1979), Ramones Mania (1988), Loco Live (1991), Greatest Hits Live (1996), We're Outta Here (1997), The Best of The Ramones (2002) y Hey Ho Let's Go: Greatest Hits (2006).

## Generalidades
La letra de la canción habla de un adolescente al que se le practicó una lobotomía debido a los daños cerebrales causados por la sobreexposición al DDT. También esboza cómo este procedimiento puede causar graves consecuencias al cerebro. La composición presenta melodías más complejas que las de otras canciones del álbum, por lo que el ingeniero de sonido Ed Stasium afirmó que se trata de una «mini sinfonía de Ramones».
«Teenage Lobotomy» se ha publicado como contenido descargable para el videojuego musical Rock Band.

## Créditos
- Joey Ramone – voz
- Johnny Ramone – guitarra
- Dee Dee Ramone – bajo, coros
- Tommy Ramone – batería, producción

### Producción
- Tony Bongiovi – productor
- Ed Stasium – ingeniero de sonido
- Don Berman – asistente
- Greg Calbi – masterización